# إدواردو نيكولا
إدواردو نيكولا (بالإسبانية: Eduardo Nicolás)‏ مواليد 22 سبتمبر 1972 في برشلونة، هو لاعب كرة مضرب إسباني سابق بدأ مسيرته كمحترف سنة 1992 وكان يلعب باليد اليمنى. أعلى تصنيف له في الفردي كان المركز الـ 146 في سنة 2000. أعلى تصنيف له في الزوجي كان المركز الـ 97 في سنة 2000.

## النهائيات

### الزوجي: (6)
| الرقم | السنة | الدورة                     | الأرضية | الشريك         | المنافس في النهائي               | النتيجة في النهائي |
| ----- | ----- | -------------------------- | ------- | -------------- | -------------------------------- | ------------------ |
| 1.    | 1998  | مونتوبان، فرنسا            | ترابية  | جيرمان بوينتيس | إدوين كيمبس روجير فاسن           | 7–6, 7–6           |
| 2.    | 1998  | بودفا, صربيا والجبل الأسود | ترابية  | جيرمان بوينتيس | إيمانويل كوتو جوام كونا إي سيلفا | 3–6, 6–1, 6–3      |
| 3.    | 1998  | سكوبيه, جمهورية مقدونيا    | ترابية  | جيرمان بوينتيس | أندريه ميرينوف أندريه ستولياروف  | 7–5, 3–6, 7–6      |
| 4.    | 1999  | برشلونة، إسبانيا           | ترابية  | جيرمان بوينتيس | ألبرتو مارتن خافيير سانشيز       | 7–6(7–1), 7–6(7–5) |
| 5.    | 2000  | فورث، ألمانيا              | ترابية  | جيرمان بوينتيس | ديفين بوين براندون كوبيه         | 6–4, 6–2           |
| 6.    | 2000  | إشبيلية، إسبانيا           | ترابية  | جيرمان بوينتيس | تومي روبريدو سانتياجو فينتورا    | 6–3, 6–2           |

## روابط خارجية
- إدواردو نيكولا على موقع رابطة محترفي التنس (الإنجليزية)
- إدواردو نيكولا على موقع الاتحاد الدولي لكرة المضرب (الإنجليزية)
- إدواردو نيكولا على موقع خلاصة التنس.كوم (الإنجليزية)